# Eliachna
Eliachna là một chi bướm đêm thuộc họ Tortricidae.

## Các loài
- Eliachna chileana  Razowski, 1999
- Eliachna digitana  Brown & McPherson, 2002
- Eliachna hemicordata  Brown & McPherson, 2002